# Emilio Palacios
Emilio Palacios Luna, né le 8 octobre 1982, est un footballeur international nicaraguayen, qui évolue au poste d'attaquant. 
Avec 11 buts à son actif, c'est le deuxième meilleur buteur de la sélection du Nicaragua derrière Juan Barrera (12 buts). 

## Biographie

### Carrière internationale
Emilio Palacios est convoqué pour la première fois par le sélectionneur national Mauricio Cruz pour un match amical contre le Belize en avril 2001. Par la suite, le 17 novembre 2002, il inscrit son premier but en sélection contre les îles Caïmans, lors d'un match amical (victoire 1-0). 
Le 12 février 2007, il réalise son seul triplé en sélection contre le Belize lors d'un match de la Coupe UNCAF 2007 (victoire 4-2). Il reçoit sa dernière sélection le 29 janvier 2009 contre le Guatemala (victoire 2-0).
Il dispute quatre Coupes UNCAF en 2001, 2003, 2007 et 2009.
Il compte 26 sélections et 11 buts avec l'équipe du Nicaragua entre 2001 et 2009.

## Statistiques

### Buts en sélection
Le tableau suivant liste les résultats de tous les buts inscrits par Emilio Palacios avec l'équipe du Nicaragua.